# William Tombleson
William Tombleson (1795-1846) est un auteur, dessinateur, graveur sur acier, imprimeur et éditeur à Londres.

## Illustrateur topographique
Tombleson est surtout connu pour ses dessins topographiques, gravés en acier non seulement par lui-même mais aussi par d'autres artistes et utilisés pour illustrer ses livres de voyage.

## Publications
Entre autres
- Vues sur les Bords du Rhin // No. 1 de l'Histoire et de la Topographie des Bords du Rhin depuis Cologne jusqu'à Mayence. / Rédigée par Guillaume Gray Fearnside. / Ornée d'une Suite des Vues, exécutées expressément pour cet Ouvrage, par W. Tombleson, et gravée dans le dernier Genre, par les Artistes les plus distingués. / À Londres: G. Virtue, 26, Ivy Lane; À Paris, Rittner; et en Allemagne, Creuzbauer, Carlsrhue. 1832[1].